# Русановка (Житомирская область)
Русановка (укр. Русанівка) — село на Украине, находится в Радомышльском районе Житомирской области.
Код КОАТУУ — 1825087402. Население по переписи 2001 года составляет 280 человек. Почтовый индекс — 12241. Телефонный код — 4132. Занимает площадь 0,951 км².
В окрестностях села берёт начало река Глуховка.

## Адрес местного совета
12244, Житомирская область, Радомышльский р-н, с. Осычки